# Extremism
Extremism (latin: extremus) är ett begrepp som används för att beskriva en politisk, filosofisk eller teologisk ståndpunkt eller rörelse som anses avvika kraftigt från samhällets befintliga normer. I vissa sammanhang betraktas  antidemokratiska idéer, metoder, mål eller värderingar som utmärkande för extremism och det som skiljer den från radikalism och populism.
Begreppet används även som tillmäle för stigmatisera vissa åsikter men används också i akademiska sammanhang rent deskriptivt för att beskriva förhållandet mellan olika strömningar och konventioner. Utanför forskarvärlden har termen ”extremist” historiskt framför allt använts för att stigmatisera och peka ut politiska grupper vars intressen och/eller idéer står i motsättning till de som innehas av de som för tillfället innehar den politiska makten. Ofta har detta skett utan att tydligt definiera vari dessa gruppers ”extremism” består.
Det används ibland även mer specifikt för att bemärka övertygelser som motiverar till brott, se exempelvis politisk brottslighet och våldsbejakande extremism.

## Kännetecken
Några kännetecken som tenderar att förena olika sorters extremism och som flera forskare tagit fasta på är
- strävan efter ”monism”, det vill säga ett motstånd till politisk pluralism och en vilja att eliminera konkurrens mellan olika åsikter
- strävan efter att koncentrera makt till ett fåtal för att utan insyn och kritik från andra kunna förverkliga sina idéer
- strävan efter enhet, endräkt och harmoni utifrån en föreställning om att den egna världsåskådningen är den enda sanna
- intolerans mot ambivalens

## Extremism i Sverige
Enligt Säkerhetspolisen finns det cirka hundra våldsbenägna högerextremister och lika många vänsterextremister samt cirka tvåhundra våldsbejakande unga islamistiska extremister i Sverige. Dessutom finns det militanta djurrättsaktivister.
Enligt Säkerhetspolisen och BRÅ:s gemensamma rapport Våldsam politisk extremism – Antidemokratiska grupperingar på yttersta höger- och vänsterkanten från 2009, där man analyserat antalet brott inom dessa grupper under en tioårsperiod, har 1 409 personer varit skäligen misstänkta för 9 329 brott under perioden. 2 432 bedöms politiskt motiverade och 734 av dessa har lett till fällande dom eller annan lagföring. De två grupperingarna har begått ungefär häften var av de politiskt motiverade brotten. Det vanligaste brottet inom den högerextrema vit makt-miljön är hets mot folkgrupp, det vanligaste inom den autonoma vänstern är brott mot allmän ordning.
Vad gäller våldsbrott är ca 400 fall totalt brott mot liv och hälsa under denna tioårsperiod. Vit makt-miljön står för ca 220 av dessa fall, och är den enda grupperingen som under perioden fullbordat mord eller dråp.
Enligt Säkerhetspolisens rapport Våldsbejakande islamistisk extremism i Sverige från 2010
inbegrep denna grupp knappt 200 personer 2009. Gruppen gjorde sig skyldig till 20 våldsbrott i Sverige under 2009.